# Cantone di Lannion
Il Cantone di Lannion è una divisione amministrativa dell'Arrondissement di Lannion.
A seguito della riforma approvata con decreto del 13 febbraio 2014, che ha avuto attuazione dopo le elezioni dipartimentali del 2015, è passato da 5 a 3 comuni.

## Composizione
I 5 comuni facenti parte prima della riforma del 2014 erano:
- Caouënnec-Lanvézéac
- Lannion
- Ploubezre
- Ploulec'h
- Rospez

Dal 2015 i comuni appartenenti al cantone sono i seguenti 3:
- Lannion
- Ploulec'h
- Rospez